# Uszty-kokszai járás
Az Uszty-kokszai járás (oroszul Усть-Коксинский район, délajtáj nyelven Кöк-Суу аймак) Oroszország egyik járása az Altaj köztársaságban. Székhelye Uszty-Koksza.

Az Uszty-kokszai járás az Altaj Köztársaságban

## Népesség
- 2002-ben 17 481 lakosa volt, melyből 12 860 orosz, 4129 altaj (4 tubalárral együtt), 98 ukrán, 57 kazah stb.
- 2010-ben 17 020 lakosa volt, melyből 12 653 orosz, 3828 altaj (5 tubalárral, 3 telengittel és 2 cselkánnal együtt), 97 kazah, 59 ukrán, 42 tatár, 41 német, 26 fehérorosz, 26 moldáv.